# 奥夫奇涅茨农村居民点
奥夫奇涅茨农村居民点（俄语：Овчинское сельское поселение）是俄罗斯联邦布良斯克州苏拉日区所属的一个农村居民点。其下辖有19个居民点，行政中心为奥夫奇涅茨。据2015年统计，该农村居民点的人口为2308人。